# Copa do Mundo de Clubes da FIFA de 2015
A Copa do Mundo de Clubes da FIFA de 2015 foi a 12.ª edição do mundial de clubes da Federação Internacional de Futebol (FIFA), sendo disputada entre 10 e 20 de dezembro de 2015 no Japão.
Quatro anos após a conquista do seu último título, o Barcelona da Espanha sagrou-se campeão pela terceira vez, após vitória por 3–0 sobre o argentino River Plate na final. Com isso tornou-se o clube com maior número de títulos na Copa do Mundo de Clubes organizada pela FIFA.

## Escolha da sede
O processo de candidatura para o torneio de 2015 e 2016, bem como as edições de 2017 e 2018, iniciaram-se em fevereiro de 2014. As associações interessadas em sediar os torneios tiveram que apresentar uma declaração de interesse até 30 de março de 2014 e fornecer os projetos até 25 de agosto de 2014. O Comitê Executivo da FIFA selecionaria o anfitrião em sua reunião em Marrocos, em dezembro de 2014. No entanto, a decisão da sede foi feita apenas em 23 de abril de 2015.
Os seguintes países demonstraram interesse em sediar os torneios de 2015 e 2016:
- Índia (desistiu em novembro de 2014)[7]
- Japão

## Proposta de alteração do formato
Em uma proposta de alteração do formato da competição, liderada pela OFC, o novo formato significaria uma retirada das eliminatórias para as quartas de final e o jogo de play-off, substituindo-o por dois grupos de três equipes cada grupo, sendo formado por duas equipes do país anfitrião e os campeões da AFC, CAF, CONCACAF, e OFC, com os vencedores de cada grupo avançando para as semifinais para jogar os campeões da CONMEBOL e da UEFA. Isso permitiria que as equipes jogassem pelo menos duas partidas, evitando a situação atual em que o perdedor do playoff jogasse apenas uma partida. A decisão sobre este projeto seria tomada após que a competição de 2014 terminasse. No entanto, após decisão da FIFA, o torneio continuou com o formato atual de sete equipes.

## Equipes classificadas
| Confederação                                         | Equipe                          | Classificação                                       | Participação                            |
| Disputa a partir das semifinais                      | Disputa a partir das semifinais | Disputa a partir das semifinais                     | Disputa a partir das semifinais         |
| ---------------------------------------------------- | ------------------------------- | --------------------------------------------------- | --------------------------------------- |
| CONMEBOL                                             | River Plate                     | Campeão da Copa Libertadores da América de 2015     | 1ª                                      |
| UEFA                                                 | Barcelona                       | Campeão da Liga dos Campeões da UEFA de 2014–15     | 4ª (2006, 2009 e 2011)                  |
| Disputa a partir das quartas de finais               |                                 |                                                     |                                         |
| AFC                                                  | Guangzhou Evergrande            | Campeão da Liga dos Campeões da AFC de 2015         | 2ª (2013)                               |
| CAF                                                  | TP Mazembe                      | Campeão da Liga dos Campeões da CAF de 2015         | 3ª (2009 e 2010)                        |
| CONCACAF                                             | América                         | Campeão da Liga dos Campeões da CONCACAF de 2014–15 | 2ª (2006)                               |
| Disputa a partir do playoff para as quartas de final |                                 |                                                     |                                         |
| OFC                                                  | Auckland City                   | Campeão da Liga dos Campeões da OFC de 2014–15      | 7ª (2006, 2009, 2011, 2012, 2013, 2014) |
| País-sede                                            | Sanfrecce Hiroshima             | Campeão da J-League de 2015                         | 2ª (2012)                               |

## Arbitragem
Lista dos árbitros e assistentes nomeados para o torneio:
| Árbitros                           | Assistentes            | Assistentes               |
| África                             | África                 | África                    |
| ---------------------------------- | ---------------------- | ------------------------- |
| CMR Alioum Alioum                  | CMR Evarist Menkouande | CMR Elvis Noupue          |
| Ásia                               |                        |                           |
| IRN Alireza Faghani                | IRN Reza Sokhandan     | IRN Mohammadreza Mansouri |
| JPN Ryuji Sato                     | JPN Akane Yagi         |                           |
| Europa                             |                        |                           |
| SWE Jonas Eriksson                 | SWE Mathias Klasenius  | SWE Daniel Warnmark       |
| América do Norte, Central e Caribe |                        |                           |
| SLV Joel Aguilar                   | SLV Juan Zumba         | MEX Marvin Torrentera     |
| Oceania                            |                        |                           |
| NZL Matthew Conger                 | TGA Tevita Makasini    | NZL Simon Lount           |
| América do Sul                     |                        |                           |
| COL Wilmar Roldán                  | COL Alexander Guzmán   | COL Cristian de la Cruz   |

## Sedes
Em 22 de maio, foram definidas as sedes do torneio.
| Osaka                               | Osaka YokohamaCopa do Mundo de Clubes da FIFA de 2015 (Japão) | Yokohama                          |
| ----------------------------------- | ------------------------------------------------------------- | --------------------------------- |
| Estádio Nagai                       | Osaka YokohamaCopa do Mundo de Clubes da FIFA de 2015 (Japão) | Estádio Internacional de Yokohama |
| 34° 36′ 50,83″ N, 135° 31′ 06,42″ L | Osaka YokohamaCopa do Mundo de Clubes da FIFA de 2015 (Japão) | 35° 30′ 35″ N, 139° 36′ 20″ L     |
| Capacidade: 47 816                  | Osaka YokohamaCopa do Mundo de Clubes da FIFA de 2015 (Japão) | Capacidade: 72 327                |
|                                     | Osaka YokohamaCopa do Mundo de Clubes da FIFA de 2015 (Japão) |                                   |

## Elencos
Cada time teve uma lista com 23 jogadores, sendo que três obrigatoriamente eram goleiros.

## Partidas
|  |                           |                        |                           |         |                        |                        |                |                |            |            |  |  |                           |                           |
|  | Play-off                  | Play-off               |                           |         | Quartas de final       | Quartas de final       |                |                | Semifinais | Semifinais |  |  | Final                     | Final                     |
|  | 10 de dezembro – Yokohama |                        |                           |         |                        |                        |                |                |            |            |  |  |                           |                           |
|  | Sanfrecce Hiroshima       | 2                      |                           |         | 13 de dezembro – Osaka | 13 de dezembro – Osaka |                |                |            |            |  |  |                           |                           |
|  | Sanfrecce Hiroshima       | 2                      |                           |         | 13 de dezembro – Osaka | 13 de dezembro – Osaka |                |                |            |            |  |  |                           |                           |
|  | Auckland City             | 0                      |                           |         | Sanfrecce Hiroshima    | 3                      |                |                |            |            |  |  |                           |                           |
|  | Auckland City             | 0                      | 16 de dezembro – Osaka    |         | Sanfrecce Hiroshima    | 3                      |                |                |            |            |  |  |                           |                           |
|  |                           |                        |                           |         | TP Mazembe             | 0                      |                |                |            |            |  |  |                           |                           |
|  | Sanfrecce Hiroshima       | 0                      |                           |         | TP Mazembe             | 0                      |                |                |            |            |  |  |                           |                           |
|  | Sanfrecce Hiroshima       | 0                      |                           |         |                        |                        |                |                |            |            |  |  |                           |                           |
|  |                           |                        | River Plate               | 1       |                        |                        |                |                |            |            |  |  |                           |                           |
|  |                           |                        | River Plate               | 1       |                        |                        |                |                |            |            |  |  |                           |                           |
|  |                           |                        | 20 de dezembro – Yokohama |         |                        |                        |                |                |            |            |  |  |                           |                           |
|  |                           |                        |                           |         |                        |                        |                |                |            |            |  |  |                           |                           |
|  | River Plate               | 0                      |                           |         |                        |                        |                |                |            |            |  |  |                           |                           |
|  | River Plate               | 0                      | 13 de dezembro – Osaka    |         |                        |                        |                |                |            |            |  |  |                           |                           |
|  |                           | Barcelona              | 3                         |         |                        |                        |                |                |            |            |  |  |                           |                           |
|  |                           |                        | 3                         | América | 1                      |                        |                |                |            |            |  |  |                           |                           |
|  | 17 de dezembro – Yokohama |                        |                           | América | 1                      |                        |                |                |            |            |  |  |                           |                           |
|  |                           | Guangzhou Evergrande   | 2                         |         |                        |                        |                |                |            |            |  |  |                           |                           |
|  | Guangzhou Evergrande      | Guangzhou Evergrande   | 2                         | 0       |                        |                        |                |                |            |            |  |  |                           |                           |
|  | Guangzhou Evergrande      | Quinto lugar           | Quinto lugar              | 0       |                        |                        | Terceiro lugar | Terceiro lugar |            |            |  |  |                           |                           |
|  |                           | Quinto lugar           | Quinto lugar              |         | Barcelona              | 3                      | Terceiro lugar | Terceiro lugar |            |            |  |  |                           |                           |
|  | América                   | 2                      | Sanfrecce Hiroshima       | 2       | Barcelona              | 3                      |                |                |            |            |  |  |                           |                           |
|  | América                   | 2                      | Sanfrecce Hiroshima       | 2       |                        |                        |                |                |            |            |  |  |                           |                           |
|  | TP Mazembe                | 1                      | Guangzhou Evergrande      | 1       |                        |                        |                |                |            |            |  |  |                           |                           |
|  | TP Mazembe                | 1                      | Guangzhou Evergrande      | 1       |                        |                        |                |                |            |            |  |  |                           |                           |
|  | 16 de dezembro – Osaka    | 16 de dezembro – Osaka |                           |         |                        |                        |                |                |            |            |  |  | 20 de dezembro – Yokohama | 20 de dezembro – Yokohama |

Todas as partidas seguem o fuso horário local (UTC+9).

### Play-off
| 10 de dezembro | Sanfrecce Hiroshima        | 2 – 0     | Auckland City | Estádio Internacional de Yokohama, Yokohama |
| 19:45          | Minagawa 9' · Shiotani 70' | Relatório |               | Público: 19 421 Árbitro: CMR Alioum Alioum  |

### Quartas de final
O sorteio para esta fase foi realizado em 23 de setembro de 2015 na sede da FIFA em Zurique na Suíça, para determinar as posições na chave para os três times que entram nas quartas de final.
| 13 de dezembro | América     | 1 – 2     | Guangzhou Evergrande            | Estádio Nagai, Osaka                        |
| 16:00          | Peralta 55' | Relatório | Zheng Long 80' · Paulinho 90+3' | Público: 18 772 Árbitro: SWE Jonas Eriksson |

| 13 de dezembro | TP Mazembe | 0 – 3     | Sanfrecce Hiroshima                  | Estádio Nagai, Osaka                       |
| 19:30          |            | Relatório | Shiotani 44' · Chiba 56' · Asano 78' | Público: 23 609 Árbitro: COL Wilmar Roldán |

### Disputa pelo quinto lugar
| 16 de dezembro | América                    | 2 – 1     | TP Mazembe | Estádio Nagai, Osaka                         |
| 16:30          | Benedetto 19' · Zúñiga 28' | Relatório | Kalaba 43' | Público: 11 686 Árbitro: IRN Alireza Faghani |

### Semifinais
| 16 de dezembro | Sanfrecce Hiroshima | 0 – 1     | River Plate | Estádio Nagai, Osaka                        |
| 19:30          |                     | Relatório | Alario 72'  | Público: 20 133 Árbitro: SWE Jonas Eriksson |

| 17 de dezembro | Barcelona                  | 3 – 0     | Guangzhou Evergrande | Estádio Internacional de Yokohama, Yokohama |
| 19:30          | Suárez 39', 50', 67' (pen) | Relatório |                      | Público: 63 870 Árbitro: SLV Joel Aguilar   |

### Disputa pelo terceiro lugar
| 20 de dezembro | Sanfrecce Hiroshima | 2 – 1     | Guangzhou Evergrande | Estádio Internacional de Yokohama, Yokohama |
| 16:00          | Douglas 70', 83'    | Relatório | Paulinho 4'          | Público: 47 968 Árbitro: NZL Matthew Conger |

### Final
| 20 de dezembro | River Plate | 0 – 3     | Barcelona                   | Estádio Internacional de Yokohama, Yokohama  |
| 19:30          |             | Relatório | Messi 36' · Suárez 49', 68' | Público: 66 853 Árbitro: IRN Alireza Faghani |

## Premiação
| Copa do Mundo de Clubes da FIFA de 2015 |
| Espanha                                 |
| --------------------------------------- |
| Barcelona Campeão (3º título)           |

Fair Play
| Fair play | Barcelona |

### Individuais
| Bola de Ouro            | Bola de Prata            | Bola de Bronze             |
| ----------------------- | ------------------------ | -------------------------- |
| Luis Suárez (Barcelona) | Lionel Messi (Barcelona) | Andrés Iniesta (Barcelona) |

Fonte:

## Classificação final
Para estatísticas, partidas decididas na prorrogação são contadas como vitória ou derrota e partidas decididas em disputa por pênaltis são contadas como empate.
| Pos. | Times                | P | J | V | E | D | GP | GC | SG |
| ---- | -------------------- | - | - | - | - | - | -- | -- | -- |
| 1    | Barcelona            | 6 | 2 | 2 | 0 | 0 | 6  | 0  | +6 |
| 2    | River Plate          | 3 | 2 | 1 | 0 | 1 | 1  | 3  | –2 |
| 3    | Sanfrecce Hiroshima  | 9 | 4 | 3 | 0 | 1 | 7  | 2  | +5 |
| 4    | Guangzhou Evergrande | 3 | 3 | 1 | 0 | 2 | 3  | 6  | –3 |
| 5    | América              | 3 | 2 | 1 | 0 | 1 | 3  | 3  | 0  |
| 6    | TP Mazembe           | 0 | 2 | 0 | 0 | 2 | 1  | 5  | –4 |
| 7    | Auckland City        | 0 | 1 | 0 | 0 | 1 | 0  | 2  | –2 |

## Estatísticas

### Artilharia
| 5 gols (1) - Luis Suárez (Barcelona) 2 gols (3) - Douglas (Sanfrecce Hiroshima) - Paulinho (Guangzhou Evergrande) - Tsukasa Shiotani (Sanfrecce Hiroshima) 1 gol (10) - Darío Benedetto (América) - Kazuhiko Chiba (Sanfrecce Hiroshima) | 1 gol (continuação) - Lionel Messi (Barcelona) - Lucas Alario (River Plate) - Martín Eduardo Zúñiga (América) - Oribe Peralta (América) - Rainford Kalaba (TP Mazembe) - Takuma Asano (Sanfrecce Hiroshima) - Yusuke Minagawa (Sanfrecce Hiroshima) - Zheng Long (Guangzhou Evergrande) |

### Homem do Jogo
- Sanfrecce Hiroshima–Auckland City:  Douglas
- América–Guangzhou Evergrande:  Paulinho
- Mazembe–Sanfrecce Hiroshima:  Kazuyuki Morisaki
- América–Mazembe:  Osvaldo Martínez
- Sanfrecce Hiroshima–River Plate:  Lucas Alario
- Barcelona–Guangzhou Evergrande:  Luis Suárez
- Sanfrecce Hiroshima–Guangzhou Evergrande:  Takuma Asano
- River Plate–Barcelona:  Luis Suárez